# Gnophos pupillata
Gnophos pupillata är en fjärilsart som beskrevs av Nitsche 1926. Gnophos pupillata ingår i släktet Gnophos och familjen mätare. Inga underarter finns listade i Catalogue of Life.